# Phantassie
Phantassie ist ein Weiler in der schottischen Council Area East Lothian. Er liegt rund 500 m östlich von East Linton und acht Kilometer westlich von Dunbar in einer Schleife des Tynes.

## Geschichte
Die Geschichte des Weilers ist eng verwoben mit dem Bauernhof Phantassie House. Dieser wurde Mitte des 18. Jahrhunderts erbaut. 1785 veräußerte die Gräfin von Aberdeen das Anwesen an George Rennie. Rennie leistete Beiträge zur Optimierung der Landwirtschaft und erprobte in Phantassie fortschrittliche Methoden. Sein älterer Bruder, der bedeutende Bauingenieur John Rennie, absolvierte eine Lehre in der nahegelegenen Houston Mill und lebte auf dem Anwesen. Ein Baluster, den Rennie für die Waterloo Bridge in London entwarf, ist auf dem Hof ausgestellt. Andrew Meikle, der Erfinder der Dreschmaschine, war auf Phantassie House angestellt. Das Anwesen wird heute durch den National Trust for Scotland betreut. Es ist, ebenso wie der zugehörige Taubenturm, als Denkmal der höchsten Kategorie A klassifiziert.

## Verkehr
Phantassie ist direkt an der Fernverkehrsstraße A199 (Leith–West Barns) gelegen. Unmittelbar südlich verläuft die A1 (London–Edinburgh).